# Rivière Irsuaq (Rivière de Puvirnituq)
Der Rivière Irsuaq ist ein 140 km langer rechter Nebenfluss des Rivière de Puvirnituq in der Region Nunavik im äußersten Norden der kanadischen Provinz Québec.

## Flusslauf
Der Rivière Irsuaq entspringt im Norden der Ungava-Halbinsel etwa 5 km südwestlich des Lac Ohutak auf einer Höhe von 250 m. Er fließt anfangs etwa 13 km nach Westen. Anschließend wendet sich der Fluss nach Süden und durchquert die größeren Seen Lac Juet und Lac Bylot. Der Fluss verläuft durch eine Tundralandschaft des Kanadischen Schilds. Schließlich trifft der Rivière Irsuaq auf einer Höhe von etwa 102 m auf den nach Südwesten strömenden Rivière de Puvirnituq.